# Bubonini
Bubonini è una tribù degli Striginae che comprende 3 generi:
- Bubo  (19 spp.)
- Ketupa  (3 spp.)
- Scotopelia  (3 spp.)